# 西維吉尼亞州
西維珍尼亞州（英語：State of West Virginia），簡稱西維州，是美國東部的一個州，有著名的阿帕拉契山脈，別稱為「山脈之州」。
現仍有相當多人認為西維吉尼亞州屬於美國南方，在西維吉尼亞州北邊長臂處卻已經充滿了美國北方色彩，與此州南邊的文化大為不同。西維珍尼亞是在美國南北戰爭時期由當時的維吉尼亞州所分裂出來的。今日的西維吉尼亞州以煤礦廢墟聞名，也在美國工會運動史上占有重要地位。
西維珍尼亞州的天然景觀由於地勢起伏較大的關係，相當豐富，旅遊勝地包括有新河峽大橋（New River Gorge Bridge）長3030呎，高876呎，為全美第二高，在聯邦規定的築橋紀念日（Bridge day）時准許跳傘跟高空彈跳。此外也有新河峡谷国家公园和保护区和34座州立公園。
西維珍尼亞一共有55個縣：西維珍尼亞州行政區劃。
西維珍尼亞同時也是美国国家射电天文台（National Radio Astronomy Observatory）放置綠堤天文望遠鏡（Green Bank Telescope）之處。

## 歷史
在17世纪70年代河狸战争期间，易洛魁联盟將其他美洲原住民部落逐出該地區以保留上俄亥俄谷作为猎场。诸如Moneton的苏族语系部落也被记录曾在该地区活动。
西維珍尼亞的第一個有記載的殖民者是1726年的摩根·摩根。他在1730年至1731年期间，在邦克山建立了第一个永久定居点。
18世纪初，西維珍尼亞州东部已经成为英国北美殖民地下属的維珍尼亞地区，但中部和西部仍属于英法两国殖民地的交界地带。法国在1763年的七年战争战败后把新法兰西割让给英国，从而使西維珍尼亞全境并入英属北美殖民地。但英国王室在战后颁布垦殖禁令，禁止东部十三个殖民地的定居者迁入。1783年，美国独立战争结束后签署《巴黎和约》，西維珍尼亞并入維珍尼亞州。
1861年4月，美国内战爆发，維珍尼亞州宣布退出美利堅合眾國並轉投美利堅聯盟國；但該州西北部四十八郡经济结构和东部不同，因此奴隶制於該地並不普及，亦導致當地民眾普遍反對州府分裂國家的舉措，此為西維與維珍尼亞州本部分離的先聲。合眾國的北軍在麦克莱伦的领导下，于该年夏天控制了现在的西維珍尼亞。1863年《惠靈公約》簽訂，西維珍尼亞獲美國国会認證為美国的第35个州。
内战后美国工业和科技迅速发展，西維珍尼亞因为处于优质焦煤产区而成为美国东部工业带尤其是匹兹堡钢铁工业和费城工业区的主要工业原料供应地，因此得到高速发展。但随着核能和石油的普及，以及传统钢铁和建材工业转移到其他国家，美国煤炭需求量和产量逐年下滑，西維珍尼亞州亦因此经历严重經濟衰退。

## 法律與政府
西維吉尼亞州的立法採兩院制，有眾議院和參議院。立法者是兼任制，而非全職制，簡要的說，就是立法者自己本身在他們所屬的社區擁有全職的工作。此點讓西維吉尼亞州與鄰州如賓州、馬里蘭州、俄亥俄州相當不同。

## 地理
西維吉尼亞州的地理基本上分為三塊，分別是：阿帕拉契高原、阿帕拉契山脊與山谷區（或大阿帕拉契山谷）、以及東部狹長區。其中阿帕拉契高原占全州80%的面積。西維吉尼亞州的主要河流則包括有俄亥俄河、大珊蒂河、普塔麥克河、以及雪蘭多河，本州大部分的自然資源均可在此區域發現。介於阿帕拉契高原與阿帕拉契山脊與山谷區，為一道名為阿拉根尼‧富壤特（Allegheny Front）的險峻山牆。東部重重森林山脊區，被狹隘的山谷區分為阿帕拉契山脊與山谷區。蘋果與桃子果樹盛產於東部狹長地帶的豐饒沃土區：藍嶺山區（Blue Ridge Mountains）。

## 旅遊與觀光資訊

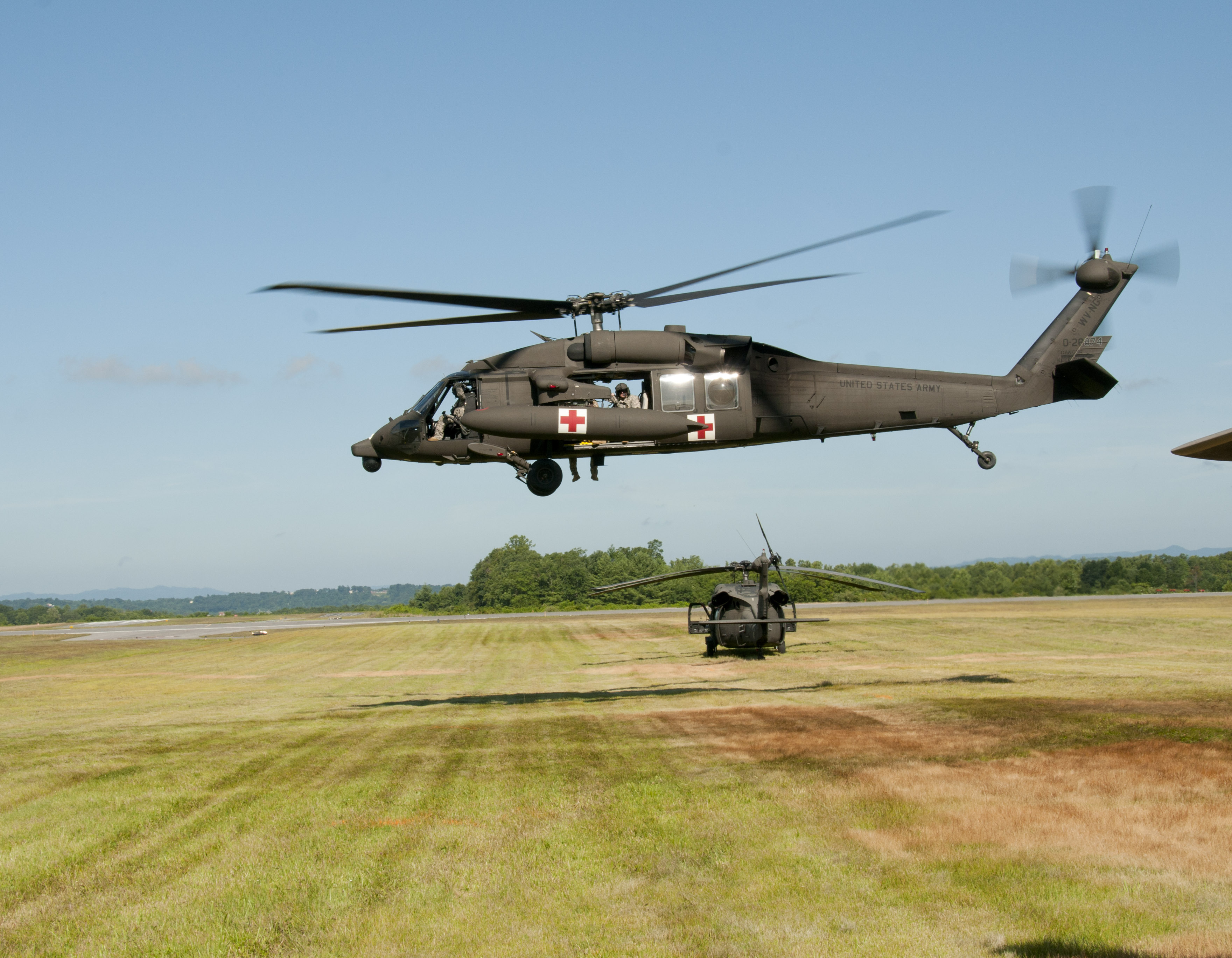
104師直升機訓練場

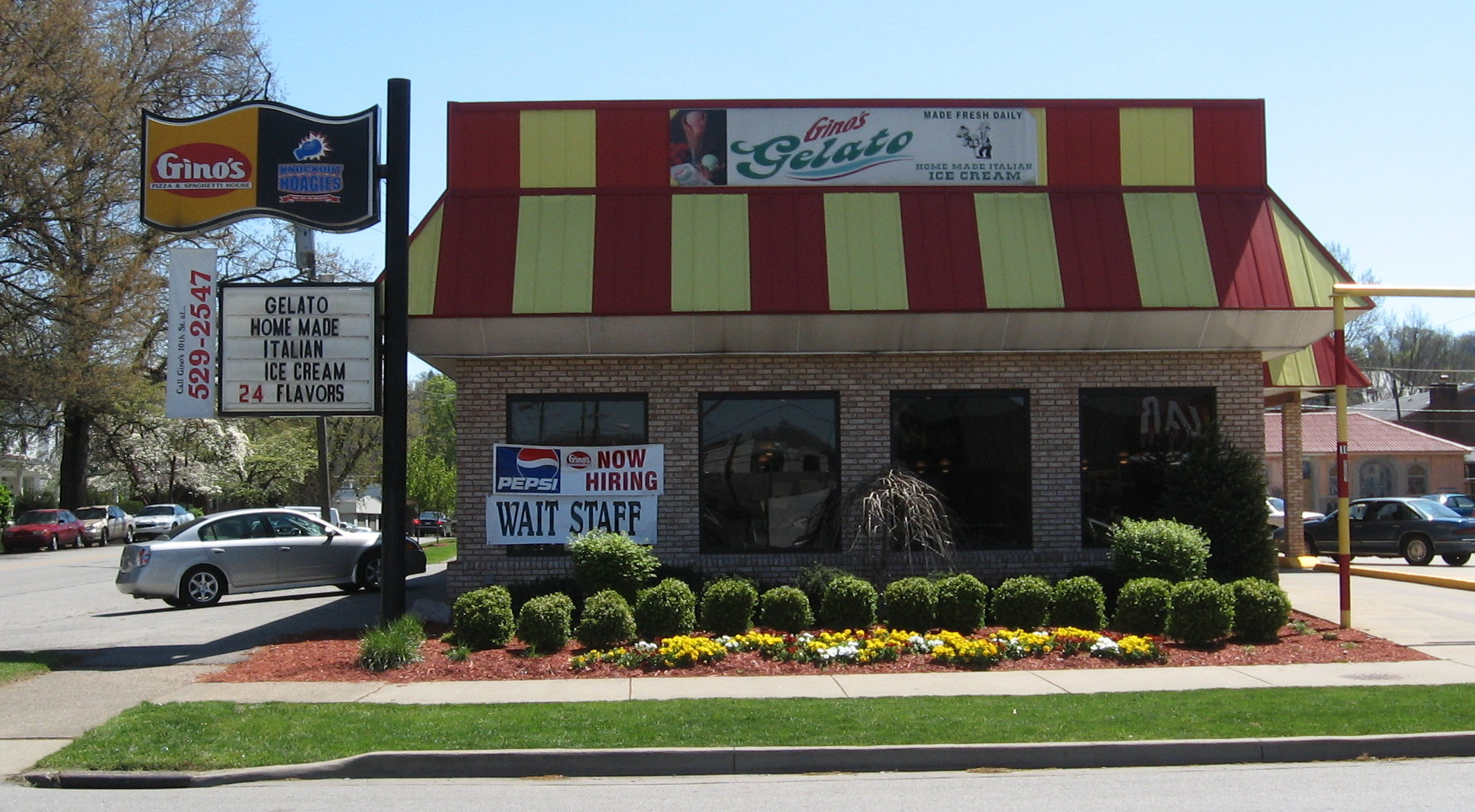
吉諾披薩創始店

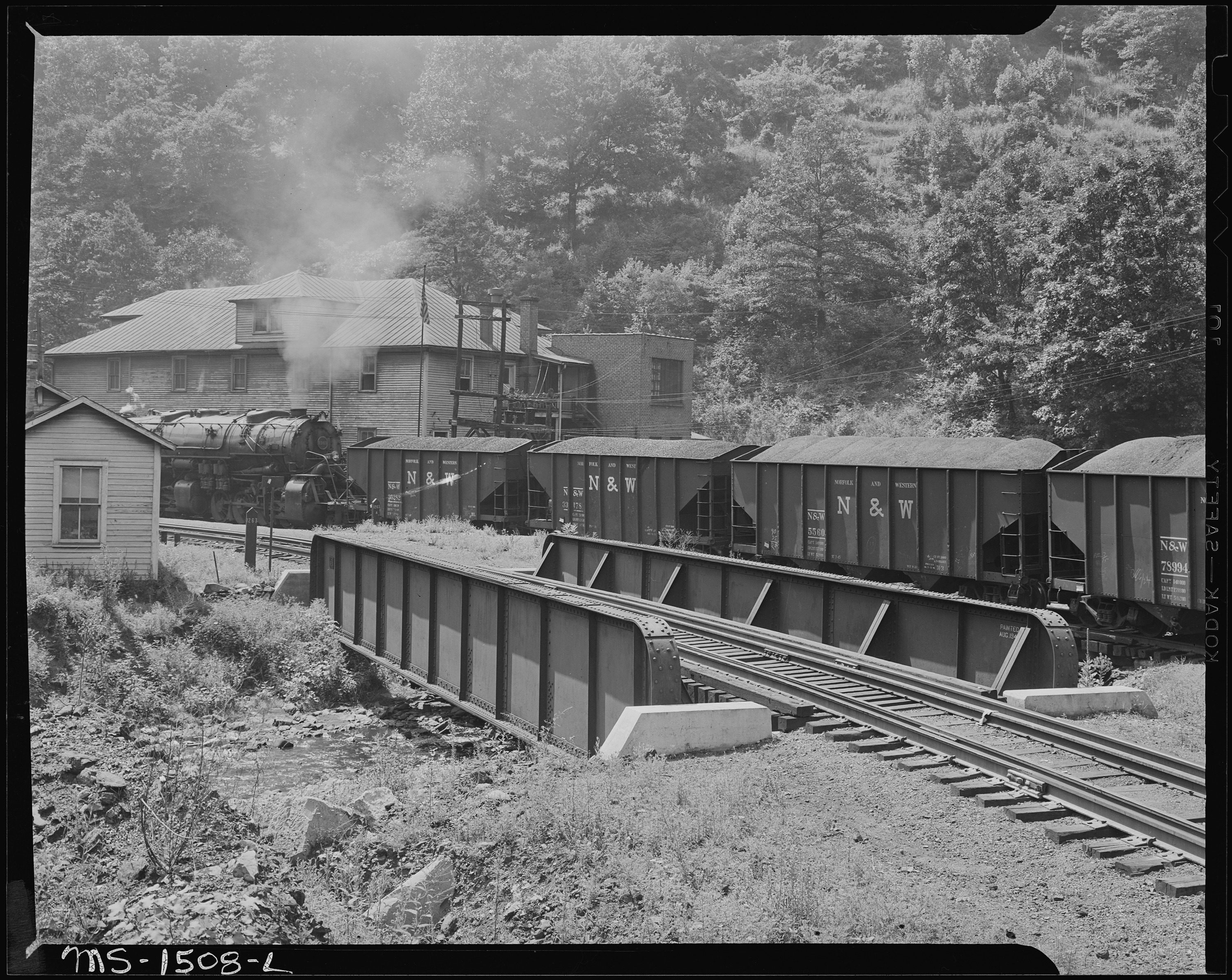
1946年的McDowell 煤礦場

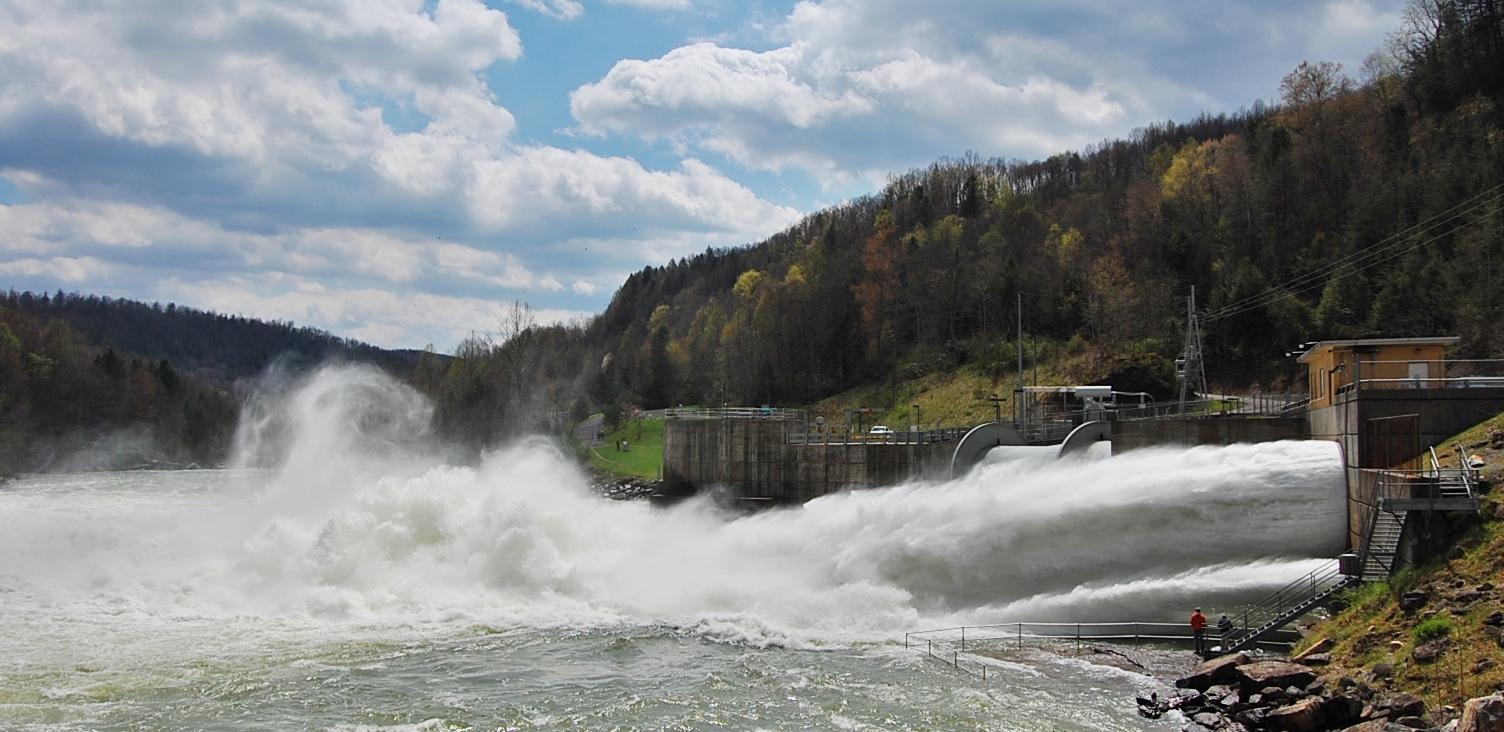
Summersville水力發電廠

- 新河峽國家公園（New River Gorge National Park）
- 查爾斯城（Charles Town）
- 卡佛爾德大橋（Covered Bridge）
- 格來福溪丘（Grave Creek Mound）
- 貝克利煤礦展示場（Beckley Exhibition Coal Mine）
- 凱斯·西尼克鐵路（Cass Scenic Rail Road）
- 哈普斯渡船口海岬（The Point of Harpers Ferry）
- 馬里蘭高地小徑（Maryland Heights Trail）
- 藍嵴山脈（Blue Ridge Mountains）
- 柏克萊泉（Berkeley Springs）：美國第一個洗桑拿的地區，美國總統喬治·華盛頓曾常來拜訪。
- 南北戰爭的古戰場（Antietam）

## 經濟
根据2009年世界银行的预测，西弗吉尼亚州的经济名义上将是全球第62大经济体，落后于伊拉克，超过克罗地亚。根据2010年11月经济分析局的报告，该州2009年的预计名义GSP为633.4亿美元，实际GSP为550.4亿美元。
西維吉尼亞州盛產煤礦，採礦歷史悠久，並曾發生過多起工會運動事件，是美國煤礦史的重要地點。
主要矿产为烟煤、天然气、盐等。主要产业为能源和制造业。该州天然气丰富，年产煤1.5亿吨、天然气52亿立方米、原油190万桶，且是全美硬木主要供应来源。制造业主要以化学、金属及玻璃为主，新兴产业则有汽车零件、資訊科技、木工業，塑胶及合成纤维最著名。

## 人口
| 调查年                          | 人口      | 备注 | %±    |
| ------------------------------- | --------- | ---- | ----- |
| 1790                            | 55,873    |      | —     |
| 1800                            | 78,592    |      | 40.7% |
| 1810                            | 105,469   |      | 34.2% |
| 1820                            | 136,808   |      | 29.7% |
| 1830                            | 176,924   |      | 29.3% |
| 1840                            | 224,537   |      | 26.9% |
| 1850                            | 302,313   |      | 34.6% |
| 1860                            | 376,688   |      | 24.6% |
| 1870                            | 442,014   |      | 17.3% |
| 1880                            | 618,457   |      | 39.9% |
| 1890                            | 762,794   |      | 23.3% |
| 1900                            | 958,800   |      | 25.7% |
| 1910                            | 1,221,119 |      | 27.4% |
| 1920                            | 1,463,701 |      | 19.9% |
| 1930                            | 1,729,205 |      | 18.1% |
| 1940                            | 1,901,974 |      | 10.0% |
| 1950                            | 2,005,552 |      | 5.4%  |
| 1960                            | 1,860,421 |      | −7.2% |
| 1970                            | 1,744,237 |      | −6.2% |
| 1980                            | 1,949,644 |      | 11.8% |
| 1990                            | 1,793,477 |      | −8.0% |
| 2000                            | 1,808,344 |      | 0.8%  |
| 2010                            | 1,852,994 |      | 2.5%  |
| 2016年估计                      | 1,831,102 |      | −1.2% |
| Source: 1910–2010 2015 Estimate |           |      |       |

依據美國2003年的人口普查，西維吉尼亞州大概是美國各州中移民第二少的州。 此州只有1.1%的居民是外國出生的。此外，西維吉尼亞州是全美「英語非母語」人數最少的州，根據資料，本州英語非母語的人口僅有2.7%。根据2014年的預測，西弗吉尼亚州总人口为185萬0326人，在50州内排名38位，相对于2010年普查结果下降0.14%。
| 种族组成                       | 1990  | 2000  | 2010  |
| ------------------------------ | ----- | ----- | ----- |
| 白種人                         | 96.2% | 95.0% | 93.9% |
| 黑人                           | 3.1%  | 3.2%  | 3.4%  |
| 亞裔                           | 0.4%  | 0.5%  | 0.7%  |
| 美國原住民                     | 0.1%  | 0.2%  | 0.2%  |
| 夏威夷原住民 和 其他太平洋岛民 | –     | –     | –     |
| 其他                           | 0.1%  | 0.2%  | 0.3%  |
| 混血                           | –     | 0.9%  | 1.5%  |

## 重要城鎮
西維吉尼亞州的重要城鎮有本州的首府查理斯敦（Charleston）、交通大城亨廷顿（Huntington）、惠靈（Wheeling）、以及帕克斯堡（Parkersburg）。

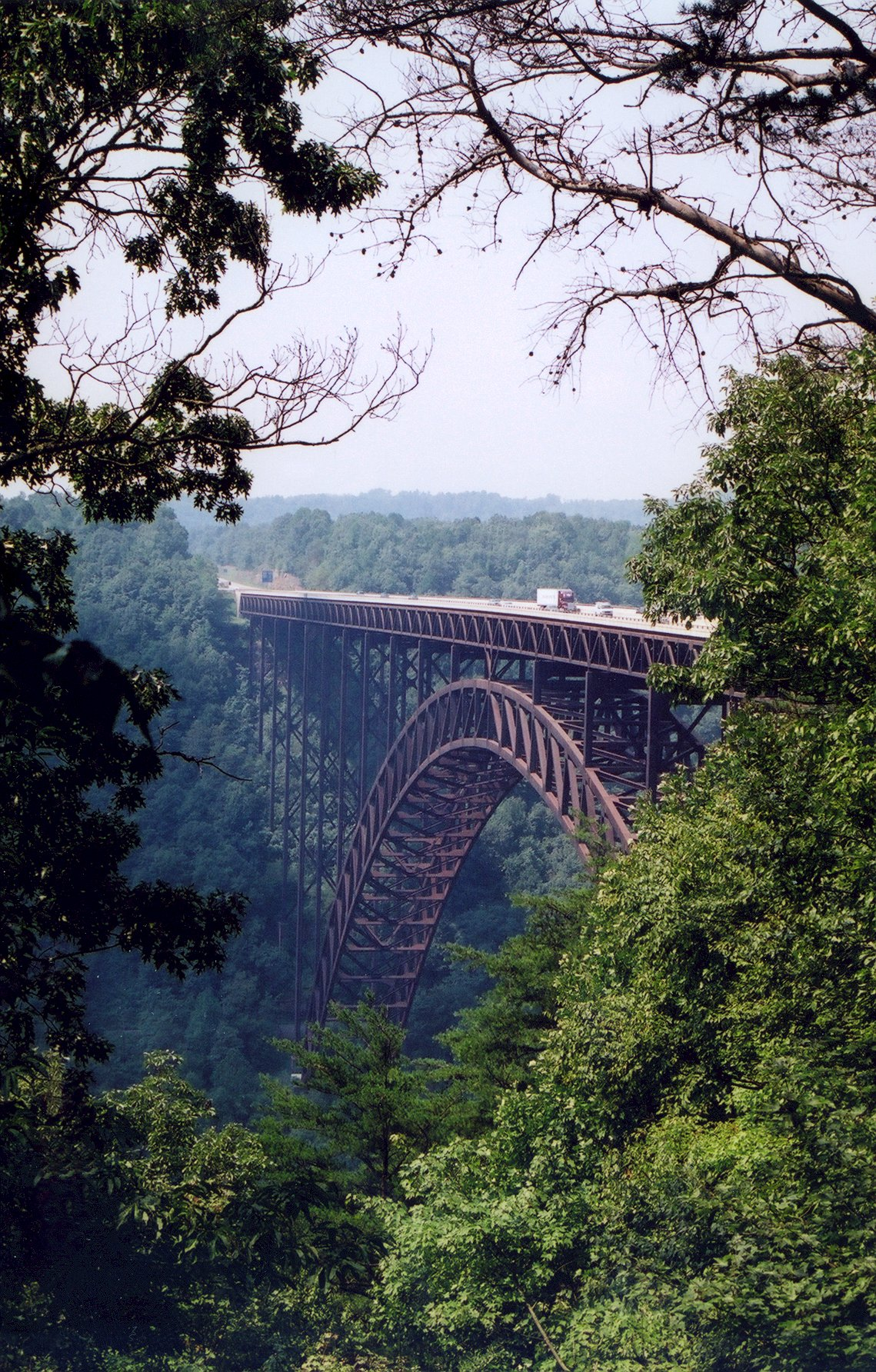
New River Gorge Bridge, Fayetteville

### 都会区
| 排名 | 都会区名稱                               | 人口    |
| ---- | ---------------------------------------- | ------- |
| 1    | 查尔斯顿 MSA                             | 211,037 |
| 2    | 亨廷顿-爱许兰 MSA (州内部分)             | 189,850 |
| 3    | 摩根敦 MSA                               | 140,259 |
| 4    | 黑格斯敦-马丁斯堡 MSA (州内部分)         | 134,910 |
| 5    | 贝克利 MSA                               | 117,272 |
| 6    | 克拉克斯堡 μSA                           | 92,822  |
| 7    | 帕克斯堡-维也纳 MSA                      | 90,033  |
| 8    | 惠灵 MSA (西弗州部分)                    | 72,540  |
| 9    | 布鲁菲尔德 μSA (西弗州部分)              | 59,131  |
| 10   | 华盛顿-阿灵顿-亚历山德里亚 MD (州内部分) | 56,811  |

## 交通

### 重要高速公路
- 64號州際公路
- 68號州際公路
- 70號州際公路
- 77號州際公路
- 79號州際公路
- 81號州際公路

## 教育

### 大學
詳見西維吉尼亞州學院和大學列表

## 重要體育團體

### 美式足球
- NCAA
  - 西维吉尼亚大学（West Virginia University）（Mountaineers）
    - 馬歇爾大學（Marshall University ) (HERDS)

### 篮球
- NCAA
  - 西维吉尼亚大学（West Virginia University）（Mountaineers）

### 棒球
西維吉尼亞州的小聯盟棒球隊代表是：
- 藍田金鶯（Bluefield Orioles，新人級阿帕拉契聯盟，母隊：巴爾的摩金鶯）─是西維吉尼亞州和維吉尼亞州兩個同名的藍田市市隊代表，主場比賽在維吉尼亞州的藍田市）
- 普林斯頓蝠魟（Princeton Devil Rays，新人級阿帕拉契聯盟，母隊：坦帕灣蝠魟）
- 西維吉尼亞力量（West Virginia Power，1A級南大西洋聯盟，母隊：密爾瓦基釀酒人─主場地在查爾斯頓）

### 曲棍球
小聯盟曲棍球隊是：
- 威靈釘工隊（Wheeling Nailers）

## 其他資訊
著名鄉村歌曲《Take me home, Country roads》歌詞中描述的故鄉即為西維吉尼亞州。

## 外部連結
- The Charleston Gazette （页面存档备份，存于）（英文） 日報
- 西维吉尼亚大学 West Virginia University（页面存档备份，存于）（英文）
- Search for Public Schools （页面存档备份，存于）（英文）